# Ngày đường sắt Ba Lan
Ngày đường sắt Ba Lan (tiếng Ba Lan: Dzień Kolejarza) là một ngày lễ của Ba Lan được tổ chức hàng năm bởi những người làm việc trong ngành đường sắt. Từ năm 1991, ngày lễ tổ chức vào ngày 25 tháng 11 hàng năm. Đây cũng là ngày tưởng niệm Katarzyny Aleksandryjskiej - một vị thánh bảo trợ cho công nhân đường sắt.

## Lịch sử
Trong thời kỳ Cộng hòa thứ hai của Ba Lan Ngày công nhân Đường sắt Ba Lan đã được tổ chức vào tháng Chín. Tuy ngày lễ này không phải là một sự kiện lớn nhưng các bộ trưởng truyền thông thường tham gia lễ kỷ niệm này.
Sau Thế chiến II, Ngày Đường sắt Ba Lan được tổ chức lại giống như trước chiến tranh, cũng tổ chức vào tháng 9, thường là vào ngày Chủ nhật thứ hai của tháng 9. Trong thời kỳ thay đổi kinh tế xã hội, tầm quan trọng của ngày lễ đã giảm đi và lễ kỷ niệm đã bị hủy bỏ (sự kiện kỷ niệm cuối cùng diễn ra vào năm 2000).
Vào ngày 21 tháng 7 năm 1981, Công đoàn Lao động (NSZZ "Solidarność") của PKP Lublin (Đường sắt Quốc gia Ba Lan tại Lublin) đã thông qua Nghị quyết số 1, thống nhất lấy ngày 25 tháng 11, trùng với ngày tưởng niệm Thánh Katarzyna Aleksandryjska (một vị thánh bảo trợ cho công nhân đường sắt Ba Lan) làm ngày lễ Đường sắt.
Như vậy lễ kỷ niệm Ngày đường sắt là một truyền thống có từ thế kỷ XIX. Vào ngày này, lịch sử của đường sắt được triễn lãm, đồng thời các cuộc thi liên quan đến lịch sử ngành đường sắt cũng được tổ chức. Đây là cơ hội để thúc đẩy và động viên tinh thần làm việc của công nhân ngành đường sắt.